# 郭應銓
郭應銓（？—1646年），南明时抗清将领，江西龙泉（今江西省遂川县）人，郭维经的儿子。
隆武元年（1645年），隆武帝召郭维经为吏部右侍郎。郭应铨和弟弟郭应衡、郭应煜举兵临川，大小数十战，皆有斩获；隆武帝任命郭应铨、郭应衡为兵部郎中，郭应煜户部主事。隆武二年（1646年）五月，清军围困赣州，郭维经督师前往。郭应铨等驻兵龙泉为犄角，清军破城，郭维经在嵯峨寺自焚而死。永历元年（1647年），江西提督金聲桓派遣副將劉一鵬率领清兵攻龙泉，郭应铨设伏却敌。部下裨将刘文耀暗中引清军入城；郭应铨兄弟被执。郭应铨投崖不死；被缚，不顺清廷之命，自缢而死。。